# 吉田温泉
吉田温泉（よしだおんせん）は、山口県下関市にある温泉。「湯の里温泉」といわれることもある。

## 泉質
放射能泉（単純弱放射能冷鉱泉、ラドン含有量45.0×10⁻¹⁰ Ci/kg）。入浴用のため加温しているが、源泉を水風呂として使用している。

## 周辺環境
日帰り入湯施設「晋作の湯」が高杉晋作ゆかりの東行庵の付近に位置している。東行庵では春に梅・桜、秋に紅葉を楽しむことができる。施設の所在する吉田地区は、江戸時代には宿場町として繁盛し、長州藩の勘場跡や奇兵隊陣屋跡などの史跡が点在する。

## アクセス
- 中国自動車道小月インターチェンジから国道491号線・県道33号線
- JR山陽本線小月駅からサンデン交通バス美祢駅行きで15分、東行庵入口で下車、徒歩10分